# Роналд Мьобус
Роналд Мьобус (на немски: Ronald Möbus) е немски NS black metal музикант и оператор на Darker Than Black Records. Участва в групите Absurd, Wolfsburg, Heldentum, Sacrifice Slaughtered Jesus и Vargavinter.

## Биография
Роналд Мьобус е брат на Хендрик Мьобус – един от основателите на групата Absurd.

## Дискография

### Sacrifice Slaughtered Jesus
- 1994 – „The Return of Nidhögg“

### Heldentum
- 1996 – „Totenburg / Die Eiche“
- 2003 – „Waffenweihe“

### Abyssic Hate
- 1998 – „Eternal Damnation“

### Wolfsburg
- 1999 – „We Are Legion“

### Barad Dûr
- 1999 – „Dunkelheit“

### Absurd

#### Албуми
- 2001 – „Werwolfthron“
- 2003 – „Totenlieder“
- 2005 – „Blutgericht“
- 2008 – „Der Fünfzehnjährige Krieg“

#### EPs
- 2004 – „Raubritter“
- 2005 – „Grimmige Volksmusik“